# Michele Zuccalà
Michele Zuccalà (Mirabella Imbaccari, 19 febbraio 1924 – 30 giugno 2006) è stato un politico italiano.

## Biografia
Esponente del Partito Socialista Italiano, viene eletto senatore della Repubblica nel 1968, confermando il seggio anche alle elezioni del 1972. Diventa invece deputato a seguito delle elezioni politiche del 1976, rimanendo in carica fino al 1979.
Il suo nome figura nella lista degli appartenenti alla P2.
Muore il 30 giugno 2006 all'età di 82 anni.